# Sydne Rome
Sydne Rome (Akron, 17 marzo 1951) è un'attrice e showgirl statunitense naturalizzata italiana.

## Biografia
Esordisce al cinema nel 1969 a soli 17 anni, nella commedia inglese Alcune ragazze lo fanno per la regia di Ralph Thomas. Personaggio poliedrico e poliglotta, è una delle poche attrici in Europa che abbia lavorato con successo e con padronanza della lingua in numerosi paesi, dall'Italia alla Germania, dalla Francia alla Gran Bretagna. Fra le pellicole cinematografiche di maggior rilievo Che?, film di Roman Polański del 1972, dove recita al fianco di Marcello Mastroianni, Baby Sitter - Un maledetto pasticcio, diretta da René Clément, Pazzi borghesi, per la regia di Claude Chabrol, Gigolò, del 1978 accanto a David Bowie e Marlene Dietrich. Ha lavorato molto in Italia, soprattutto nel cinema di genere come lo spaghetti western (Vivi o preferibilmente morti di Duccio Tessari), la commedia sexy (La sculacciata, di Pasquale Festa Campanile, 40 gradi all'ombra del lenzuolo, di Sergio Martino) e la fantascienza (La ragazza di latta, di Marcello Aliprandi e L'uomo puma, di Alberto De Martino).
Negli anni 2000 si è dedicata a varie fiction televisive, tra cui Papa Giovanni e San Pietro. Ha partecipato inoltre al telefilm Don Matteo, interpretando due ruoli: nel 2001 quello di Marisa Morante in un episodio della seconda stagione (dal titolo Scherzare col fuoco); a partire dal 2009, invece, quello ricorrente della preside Susi Dallara in vari episodi della settima serie, della quale tornerà a vestirne i panni anche nelle serie successive. Torna al cinema nel 2007 ne Il nascondiglio di Pupi Avati, film che segna il ritorno del regista emiliano al genere gotico. Nel 2010 interpreta il ruolo di Sheyla, una delle componenti del duo Lymnos, nel film Il figlio più piccolo, scritto e diretto da Pupi Avati che la dirige anche nel film Il cuore grande delle ragazze del 2011.

### Carriera televisiva e musicale
Ha lavorato anche per la televisione in A tutto gag, varietà della Rete 2 del 1980 diretto da Romolo Siena, in Quo vadiz? diretta da Maurizio Nichetti su Rete 4 e in Grand Hotel, varietà di Canale 5 per regia di Giancarlo Nicotra. Nel 1994 presenta per Rai 1 il programma Ciao Italia su testi di Marco Di Tillo.
Alla carriera di attrice ha affiancato anche quella di cantante, incidendo il suo primo 45 giri in lingua francese nel 1976 dal titolo La fin du film/Dans mon corazon, per l'etichetta Polydor. Nel 1980 incide il suo primo album omonimo per l'etichetta Easy Records Italiana, distribuito anche in Germania. Nel 1983, sull'onda del successo negli Stati Uniti di Jane Fonda, lanciò in tutta Europa un album di ginnastica aerobica distribuito in molti paesi europei.
Incise alcuni 45 giri tra cui Io amo l'amore, sigla finale per Quo vadiz?, e Angelo prepotente sigla di A tutto gag, scritta da Claudio Mattone che si rivelò un ottimo successo commerciale tanto da essere tradotta anche per il mercato sudamericano col titolo Angel prepotente e per il mercato anglofono col titolo For you.

### Altre attività
Ha anche posato più volte per la rivista Playboy, nel 1975, 1980 e 1982. Nel 2014 viene diretta a teatro dal regista Antonio Salines, già suo partner ne La sculacciata, portando per la prima volta in scena uno spettacolo che ripropone le tematiche del film di Robert Aldrich Che fine ha fatto Baby Jane?

## Vita privata
Nel 1973 si sposò con il fotografo di scena Emilio Lari. Dal 1987 è sposata con Roberto Bernabei, celebre geriatra, medico personale di papa Francesco e figlio dell'ex direttore generale della Rai Ettore Bernabei. 
Dopo un incidente stradale, avvenuto nel 2009, in cui l'airbag le esplose in faccia, dovette sottoporsi a un intervento chirurgico al viso (la parte sinistra del volto rimase paralizzata per circa due anni).

## Filmografia

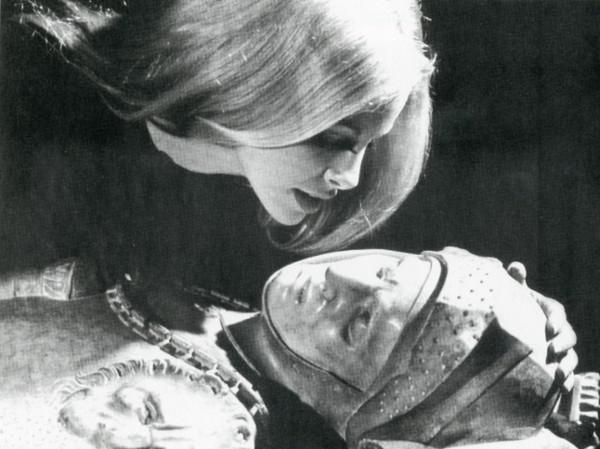
Sydne nel film La ragazza di latta (1970)

### Cinema
- Alcune ragazze lo fanno, regia di Ralph Thomas (1969)
- Vivi o preferibilmente morti, regia di Duccio Tessari (1969)
- La ragazza di latta, regia di Marcello Aliprandi (1970)
- Ciao Gulliver, regia di Carlo Tuzii (1970)
- Così sia, regia di Alfio Caltabiano (1972)
- Che?, regia di Roman Polański (1972)
- Le ultime ore di una vergine, regia di Gianfranco Piccioli (1972)
- Il girotondo dell'amore, regia di Otto Schenk (1973)
- Mamma mia è arrivato così sia, regia di Alfio Caltabiano (1973)
- La sculacciata, regia di Pasquale Festa Campanile (1974)
- L'arrivista, regia di Pierre Granier-Deferre (1974)
- L'assassino è costretto ad uccidere ancora, regia di Luigi Cozzi (1975)
- La testa del serpente, regia di José Gutiérrez Maesso (1975)
- Il pericolo è il mio mestiere, regia di Claude Makovski (1975)
- Baby Sitter - Un maledetto pasticcio, regia di René Clément (1975)
- Toccarlo... porta fortuna, regia di Christopher Miles (1975)
- Umarmungen und andere Sachen, regia di Jochen Richter (1976)
- 40 gradi all'ombra del lenzuolo, regia di Sergio Martino (1976)
- Pazzi borghesi, regia di Claude Chabrol (1976)
- Il mostro, regia di Luigi Zampa (1977)
- Moi, fleur bleue, regia di Éric Le Hung (1977)
- Gigolò (Schöner Gigolo, armer Gigolo), regia di David Hemmings (1978)
- Formula 1 La febbre della velocità, regia di Mario Morra (1978)
- L'uomo puma, regia di Alberto De Martino (1980)
- El monstruo, regia di Amaro Carretero e Vicente Rodríguez (1980) - cortometraggio
- La moglie dell'amico è sempre più... buona, regia di Juan Bosch (1980)
- Freixenet 1980, regia di ? (1980) - cortometraggio
- Looping - Der lange Traum vom kurzen Glück, regia di Walter Bockmayer e Rolf Bührmann (1981)
- L'inceneritore, regia di Pier Francesco Boscaro dagli Ambrosi (1982)
- Messico in fiamme, regia di Sergej Bondarčuk (1982)
- Arrivano i miei, regia di Nini Salerno (1983)
- I dieci giorni che sconvolsero il mondo, regia di Sergj Bondarčuk (1983)
- Romanza final (Gayarre), regia di José María Forqué (1986)
- Another Way: D-Kikan-Joho, regia di Kōsaku Yamashita (1988)
- Tierra de cañones, regia di Antoni Ribas (1999)
- Il nascondiglio, regia di Pupi Avati (2007)
- Il figlio più piccolo, regia di Pupi Avati (2010)
- Il cuore grande delle ragazze, regia di Pupi Avati (2011)
- Poli opposti, regia di Max Croci (2015)
- La quattordicesima domenica del tempo ordinario, regia di Pupi Avati (2023)
- The Palace, regia di Roman Polański (2023)

### Televisione
- L'eroe, regia di Manuel De Sica (1976) - Film TV
- Cinecittà Cinecittà, regia di Vittorio De Sisti - miniserie TV (Rai 2, 1985)
- L'eredità dei Guldenburg, regia di Gero Erhardt e Jürgen Goslar (1987-1990) - Serie TV
- Il colore della vittoria, regia di Vittorio De Sisti (1990) - Film TV
- Edouard et ses filles, regia di Gero Erhardt e Jürgen Goslar (1990) - Serie TV
- Die Hütte am See, regia di Georg Tressler (1991) - Serie TV
- Tödliches Netz, regia di Vivian Naefe (1994) - Film TV
- In the Heat of the Night: Who Was Geli Bendl?, regia di Larry Hagman (1994) - Film TV
- L'ispettore Tibbs - episodio Who Was Geli Bendl?, regia di Larry Hagman (1994) - Serie TV
- Beckmann und Markowski - Im Zwiespalt der Gefühle, regia di Kai Wessel (1996) - Film TV
- Padre Pio - Tra cielo e terra, regia di Giulio Base (2000)
- Lourdes, regia di Lodovico Gasparini (2000)
- Don Matteo, registi vari (2001, 2009-in corso)
- Angelo il custode, regia di Gianfrancesco Lazotti (2001)
- Papa Giovanni, regia di Giorgio Capitani (2002)
- Soraya, regia di Lodovico Gasparini (2003)
- Rita da Cascia, regia di Giorgio Capitani (2004)
- Edda, regia di Giorgio Capitani (2005)
- San Pietro, regia di Giulio Base (2005)
- Callas e Onassis, regia di Giorgio Capitani (2005)
- Enrico Mattei - L'uomo che guardava al futuro, regia di Giorgio Capitani (2009)
- Che Dio ci aiuti (2012)
- Anna Karenina (2013)

## Programmi televisivi
- A tutto gag, regia di Romolo Siena (Rete 2, 1980)
- Made in Italy (Canale 5, 1982)
- Quo vadiz?, regia di Maurizio Nichetti (Rete 4, 1984)
- Grand Hotel, regia di Giancarlo Nicotra (Canale 5, 1985)
- Ciao Italia (Rai 1, 1994)

Sydne Rome partecipò inoltre a due serie di sketch della rubrica pubblicitaria televisiva Carosello: nel 1971 e 1972, insieme a Paolo Stoppa e Rina Morelli, pubblicizzò il liquore Sambuca Molinari e nel medesimo periodo i cioccolatini Baci Perugina.

## Discografia

### Album in studio
- 1980 - Sydne Rome (Easy Records Italiana, ERLP 33101)
- 1983 - Aerobic - Ginnastica a tempo di musica (Sigla Quattro, RCA, SIG 1006)

### EP
- 1980 - Aerobic Fitness Dancing (Hansa, Ariola 105 283, 105 283-000)
- 1986 - Sydne Rome (Five Record, FM 13710)

### Singoli
- 1976 - La fin du film/Dans mon corazon (Polydor, 2056 544 7")
- 1980 - For You/Milky Way (Strand, 6.12 882, 6.12882 AC 7")
- 1981 - Wozu/Coming Back (Strand, 6.12 961, 6.12961 AC 7")
- 1981 - Angelo prepotente/Barefoot Blue (Easy Records Italiana, ER 003 7")
- 1984 - Io amo l'amore/California Dreamin (Five Record, FM 13074 7")

## Doppiatrici italiane
- Rita Savagnone in Vivi o preferibilmente morti, La moglie dell'amico è sempre più... buona
- Manuela Andrei in La sculacciata
- Maria Pia Di Meo in Il mostro
- Vittoria Febbi in San Pietro
- Alessandra Korompay in Lourdes
- Graziella Polesinanti in Il nascondiglio
- Ludovica Modugno in Don Matteo (solo 7ª stagione)
- Melina Martello in Anna Karenina